# Vernersches Gesetz
Das nach seinem Entdecker, dem dänischen Sprachwissenschaftler Karl Verner benannte und im Jahr 1875 von diesem formulierte Vernersche Gesetz (auch Verners Gesetz) beschreibt eine im Urgermanischen wirksame Ausnahme der ersten (germanischen) Lautverschiebung, nämlich das Stimmhaftwerden (Sonorisierung) der neu entstandenen stimmlosen Reibelaute (Frikative) *f, *þ, *χ, *χʷ, *s unter bestimmten Bedingungen. Jacob Grimm nannte diese zu seiner Zeit nicht erklärbaren Ausnahmen der ersten Lautverschiebung „grammatischen Wechsel“. Mit der neuen Erklärung fanden die Junggrammatiker eine Bestätigung für die von ihnen postulierte Ausnahmslosigkeit der Lautgesetze.

## Ablauf
Nach traditioneller Auffassung wurden die indogermanischen stimmlosen Verschlusslaute (Explosiva) durch die erste Lautverschiebung entweder zu stimmlosen Reibelauten (Frikativen) *f, *þ, *χ, *χʷ, oder deren stimmhaften Entsprechungen *ƀ, *đ, *ǥ, *ǥʷ; sinngemäß wurde der ererbte Sibilant *s durch das stimmhafte *z ersetzt. Verner fand nun heraus, dass die stimmhafte Variante immer dann eintrat, wenn dem indogermanischen Verschlusslaut der Stimmton (Akzent) folgte. Ging er voraus, blieb es beim stimmlosen Reibelaut, ebenso am Wortanfang oder in sogenannter „gedeckter Stellung“ (ein s- geht voraus, ein zweiter Verschlusslaut folgt).
Hier das Standardbeispiel:
Der Vergleich zwischen lateinisch frāter und pater und altindisch bhrātar- und pitár- zeigt, dass den beiden Wörtern Bruder und Vater im Inlaut ein indogermanisches *t zugrunde lag. Wie kommt es also zu den unterschiedlichen Ergebnissen d und t im Neuhochdeutschen? Mit den Regeln der ersten Lautverschiebung war nur die Form Bruder zu erklären: Das indogermanische *t wird zu *þ verschoben, welches zum Althochdeutschen hin regelmäßig zu d umgewandelt wird. Das t in Vater konnte man so nicht erklären – man würde analog zu Bruder die Form Vader erwarten. Erst mit Verners Erkenntnis wird der Ablauf klar: Da das Wort im Indogermanischen nach dem t betont war (*ph₂tér-), macht diese Konstellation *þ zu *đ, das über d im Althochdeutschen regelmäßig zu t wird. 
Euler:2009:54 erklärt die Frikativierung anders und vereinfacht *t > *tʰ > *dh > *ð (siehe unten).

## Datierung

### Traditionelle Sichtweise
Nach traditioneller Lehrmeinung – auch nach der Überzeugung von Karl Verner selbst – folgten die mit dem Vernerschen Gesetz beschriebenen Veränderungen der ersten Lautverschiebung. Fest steht, dass das Vernersche Gesetz die alten, indogermanischen Betonungsverhältnisse voraussetzt. Seine Geltung muss also vor dem Aufkommen der germanischen Initialbetonung (Betonung auf der Stammsilbe) gelegen haben. Diese wiederum habe dann relativ bald zur Schwächung von Nachsilben und Nebentonsilben geführt und damit zum zügigen Verfall der morphologischen Systeme, der sich in den germanischen Einzelsprachen seit Beginn ihrer Überlieferung vielfach beobachten lässt.
Die traditionell – und in vielen Lehrbüchern bis heute – angenommene Reihenfolge war also:
1. Erste Lautverschiebung („Grimmsches Gesetz“) markiert die Entstehung des Germanischen
2. Ausnahme davon („Vernersches Gesetz“)
3. Aufkommen der Initialbetonung
4. Schwächung der unbetonten Silben
5. Verfall/Umbau der morphologischen Systeme (Flexionssysteme)

### Neue Überlegungen zur Datierung
Die traditionell angenommene Reihenfolge wurde seit etwa 1998 mit folgenden Hauptargumenten in Frage gestellt:
(1.) Mehrere Linguisten wiesen darauf hin, dass das Vernersche Gesetz durchaus auch vor der ersten Lautverschiebung gegolten haben kann. Zumindest gibt es für die traditionell angenommene umgekehrte Reihenfolge keine positiven Belege.
(2.) Die Entdeckung von Argumenten für die Datierung des Grimmschen Gesetzes erst auf das (ausgehende) 1. Jahrhundert v. Chr. (vgl. Urgermanisch). Insbesondere der Stammesname Kimbern (vgl. dänisch Himmerland) und der alte Name des Flusses Waal (lateinisch Vacalus) deuten auf den Wandel von anlautendem k zu h [χ] erst kurz vor der Zeitenwende hin (allerdings sind diese Beispiele keineswegs schlüssig – selbst wenn man ausschließen könnte, dass z. B. keltische Vermittlung eine Rolle spielte –, da ein urgermanisches [h] oder [χ] im Lateinischen ohnehin nur als <c> wiedergegeben werden konnte, denn das lateinische <h> war nach Meiser zu dieser Zeit bereits längst verstummt, und für den germanischen Laut gab es im Lateinischen keine genauere Entsprechung). Umgekehrt gilt das bisherige Hauptargument (allerdings längst nicht das einzige, vgl. urgermanisch *Walhaz ‚Kelt‘ aus Volcae) für die Frühdatierung dieses Wandels auf die Mitte des 1. Jahrtausends v. Chr. – nämlich die Veränderung des skythischen Wortes *kanbā in urgermanisch *hanapiz (neuhochdeutsch Hanf) – als nicht mehr tragfähig und zumindest keineswegs zwingend.
Die angenommene Spätdatierung des Grimmschen Gesetzes auf das späte 1. Jahrhundert v. Chr. wiederum setzt – bei Geltung der oben genannten traditionellen Reihenfolge – eine enorm schnelle Veränderung des späten Gemeingermanisch um die Zeitenwende voraus: Binnen weniger Jahrzehnte müssten die ersten drei der oben genannten fünf tiefgreifenden Veränderungen in schneller Folge vollzogen worden sein. Nur so wäre zu erklären, dass sämtliche germanischen Sprachen diese Veränderungen aufweisen, obwohl sich die germanische Spracheinheit im Osten bereits um 5. v. Chr. durch die Ablösung des Ostgermanischen aufzulösen begann. Ein so rapider Sprachwandel erscheint jedoch weniger plausibel. Er hätte – pointiert gesagt – die Folge gehabt, dass der Enkel den eigenen Großvater kaum mehr verstanden hätte. Allerdings ist rapider Sprachwandel belegt, z. B. im Lateinischen oder Frühaltirischen.
Vor diesem Hintergrund ist die These, das Vernersche Gesetz könne – womöglich lange –
vor dem Grimmschen Gesetz gegolten haben, aufgestellt worden. Dann wäre folgende Reihenfolge anzunehmen:
1. Vernersches Gesetz (erste mögliche Abgrenzung Indogermanisch/Germanisch)
2. Aufkommen der Initialbetonung (zweite mögliche Abgrenzung zum Indogermanisch/Germanisch)
3. Grimmsches Gesetz/erste Lautverschiebung im späten 1. Jahrhundert v. Chr. (sie markiert demnach nicht die Entstehung des Germanischen)
4. Schwächung der unbetonten Silben (im Deutschen erst im 10. Jahrhundert n. Chr.), schließlich bald danach, wenn nicht gleichzeitig
5. Verfall/Umbau der Flexionssysteme

Im Deutschen markieren die Schritte 4. und 5. den Übergang vom Althochdeutschen zum Mittelhochdeutschen.
Gegen diese frühe Datierung des Vernerschen Gesetzes kann ein  phonologisches Argument ins Feld geführt werden: Mit der traditionellen Abfolge kann man die Wirkung des Vernerschen Gesetzes auf eine phonetisch zusammengehörige Lautgruppe, nämlich die stimmlosen Frikative, einschränken. Will man hingegen die erste Lautverschiebung nach dem Vernerschen Gesetz ansetzen, so muss man davon ausgehen, dass es auf zwei phonetisch völlig unterschiedliche Lautgruppen, nämlich die stimmlosen Plosive *p, *t und *k einerseits und den Frikativ s andererseits, gewirkt habe.

### Folgen der Frühdatierung des Vernerschen Gesetzes
Der Einwand, in dieser hypothetischen Reihenfolge sei der zeitliche Abstand zwischen dem Aufkommen der Initialbetonung und den Schritten vier und fünf zu groß, wird durch den Befund des Isländischen und Walliserdeutschen widerlegt. In diesen germanischen, relativ isolierten Idiomen existieren bis heute – über 2000 Jahre nach dem Einsetzen der Initialbetonung – vokalische Nebentonsilben und archaische Flexionssysteme mit Postdetermination, wie sie historisch etwa im Althochdeutschen, Altenglischen und Gotischen belegt sind. Aus dieser Faktenlage lässt sich die Vermutung gewinnen: Wenn Initialbetonung und solche morphologische Systeme nachweislich 2000 Jahre lang miteinander kompatibel waren, können sie auch 3000 Jahre lang miteinander kompatibel gewesen sein.
Mit dieser Relativchronologie stellt sich der Wandel des späten Gemeingermanisch im 1. Jh. v. Chr. weniger dramatisch dar. Es ist damit auch verständlich, warum sämtliche germanische Sprachen die Veränderungen 1. bis 3. vollständig vollzogen haben. Angesichts der Ablösung der Ostgermanen von der Gesamtheit der Germanen bereits im 2. oder 1. Jahrhundert vor Christus ist diese Gemeinsamkeit bei der heute überwiegend angenommenen Spätdatierung von Grimms Gesetz nämlich kaum zu erklären. Selbst mit der neuen Relativchronologie ist die Durchführung von Grimms Gesetz in sämtlichen germanischen Sprachen nicht ganz einfach zu erklären. Naheliegend und angesichts des empirischen Befundes sehr plausibel erscheint die Ausbreitung der ersten Lautverschiebung innerhalb des germanischen Sprachgebietes von Ost nach West im ausgehenden 1. Jahrtausend v. Chr.: Die Waal, deren lautlich erst spät verschobener antiker Name für diese Spätdatierung ein wichtiger Beleg ist, liegt im äußersten Westen des damaligen germanischen Sprachgebietes.
In jedem Falle markiert Grimms Gesetz dann keineswegs mehr den Beginn des Germanischen, sondern im Gegenteil eine der letzten von allen germanischen Sprachen gemeinsam vollzogenen Veränderungen. Das bislang als Urgermanisch oder Gemeingermanisch bezeichnete Idiom wäre dann genauer als spätestes Gemeingermanisch zu bezeichnen. Die von den Germanen in der späten Bronzezeit oder Eisenzeit gesprochene Sprache wiederum hätte dann ein weitaus archaischeres Gepräge und gliche weit mehr als traditionell angenommen ihrem indogermanischen Vorläufer.

### Akzeptanz der Frühdatierung
Die Frühdatierung des Vernerschen Gesetzes hat bisher keine allgemeine Akzeptanz gefunden. Autoren neuerer Publikationen (etwa Schaffner 2001, Stricker 2005) halten meist an der traditionellen Chronologie fest. Eine detaillierte Zusammenfassung der Diskussion enthält die neue Monographie von Wolfram Euler, der weitere Argumente für die Frühdatierung nennt, Zitate: „Die Frühdatierung […] impliziert eine harmonischere und einfachere Abfolge der Lautveränderungen: Die Abschwächung aspirierter Tenues zu aspirierten Mediae in unbetonter Stellung ist phonologisch ein winziger Schritt, der zudem näher liegt als die Annahme, dass stimmlose Frikative in unbetonter Stellung sonorisiert worden seien“. Die Frühdatierung sei damit auch „wissenschaftstheoretisch vorzuziehen, weil […] in Zweifelsfällen diejenige Hypothese plausibler ist, die mit weniger und einfacheren Annahmen auskommt“.
Euler führt zwei weitere Argumente für die Frühdatierung an: Nach neuestem Forschungsstand war die Erste Lautverschiebung, zumindest im Westen des germanischen Sprachgebietes, selbst im 1. Jahrhundert v. Chr. noch nicht abgeschlossen. „Wären Verners Gesetz und die Akzentverlagerung aber erst danach geschehen, dann müsste sich die germanische Sprache in den letzten Jahrzehnten vor Christi Geburt in einem sich geradezu überstürzenden Umbruchprozess befunden haben […] Wendet man den Blick dagegen von diesem Punkt aus in die Vergangenheit, dann steht ein langer Zeitraum zur Verfügung, in dem die phonologischen Veränderungen in der hier vertretenen Reihenfolge geschehen sein können.“
Ein weiteres Argument Eulers betrifft den Zusammenhang des frühgermanischen Wechsels zur Initialbetonung und der Spirantisierung: „Die alternative Abfolge [= Frühdatierung] bedeutet auch, dass die Verlagerung des Akzents auf die Stammsilbe bereits dann erfolgt sein kann, als die Tenues noch nicht spirantisiert waren, also vor der Ersten Lautverschiebung. […] Die Akzentverlagerung kann sogar gleichsam die causa movens für die Spirantisierung gewesen sein und eine Spirantisierung bei durchgehender Initialbetonung erscheint jedenfalls naheliegender als eine Spirantisierung ganz unabhängig vom Akzent, wie die bisherige Reihenfolge sie ja voraussetzt.“